# Vänekvæg
Väne kvæg er en svensk kvægrace med oprindelse i gamle svenske landracer. Väne kvæg defineres derfor som såkaldt almuekvæg, sammen med bohuskulla, rödkulla og ringamåla kvæg. Väne kvæg anses som en rest af hornede, sydsvenske almue kvæg, som også omfatter de nu uddøde racer som smålands kvæg og gotlands kvæg.
Väne kvæg kommer fra Väne-Ryr i Västra Götaland. Der opdagedes de i begyndelsen af 1990'erne i en besætning, som ikke var krydset med moderne avlsracer. I januar 2007 var antallet af registrerede vänekøer på 48 tyre og 167 kvier. De fleste findes i Götaland, men der findes også besætningar i Svealand. Der er oprettet en stambog for vänekøer.
Väne kvæg er hornet og findes i flere farvevarianter. Vægten for voksne køer er 500 kilogram. De betragtes som letpassede og gode til selv at finde foder. Vänekoen bruges primært som digeko, hvilket gør den gennemsnitlige mælkeproduktion ukendt.